# Pyraloidea
Los piraloideos (Pyraloidea) son una superfamilia de lepidópteros glosados del clado Ditrysia. Hay descritas  más de 16.000 especies y posiblemente quedan otras tantas sin describir. Son mariposas pequeñas.

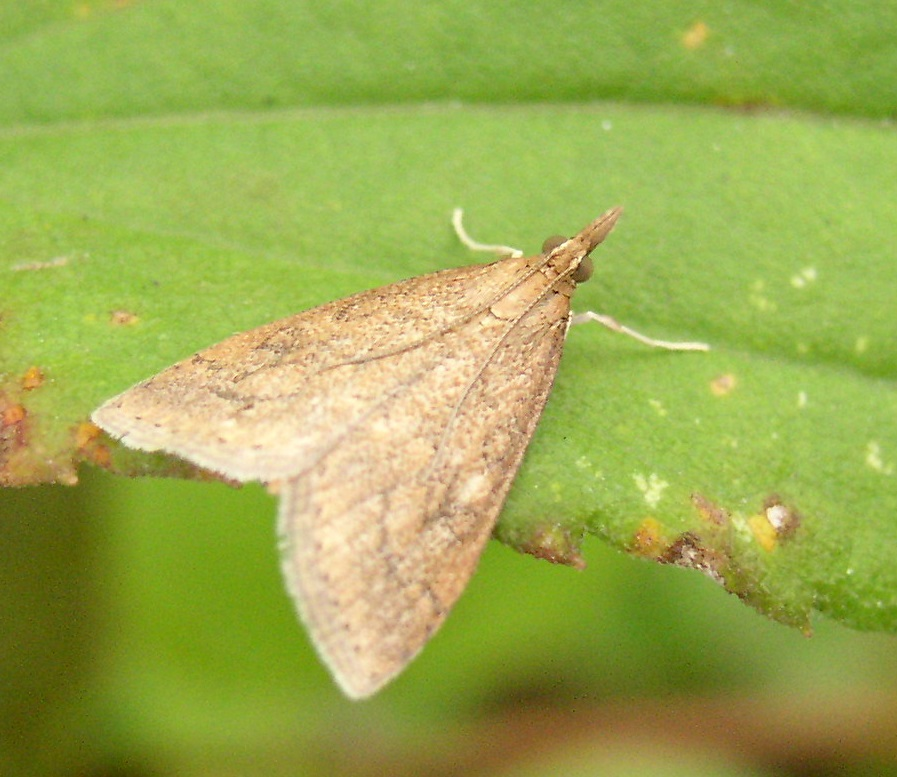
Udea rubigalis

Los piraloides tienen los estilos de vida más variados de todos los lepidópteros. Las larvas de la mayoría de las especies se alimentan de plantas, ya sea interna o externamente, como enrolladores de hojas, minadores, perforadores, comedores de raíces o semillas. Algunas especies parasitan hormigueros (Wurthiinae), son depredadores de insectos escamas (ciertos Phycitinae) o viven en nidos de abejas (Galleriinae). Las larvas de Acentropinae están adaptadas a vivir bajo el agua y ciertos Phycitinae y Pyralinae están adaptados a ambientes sumamente secos y sus larvas se alimentan de productos alimenticios almacenados. Otras larvas se alimentan de residuos animales como cadáveres y materia fecal.

## Familias
- Hyblaeidae - Thyrididae - Pyralidae - Crambidae[1]